# Saison 2012-2013 du Stade lavallois Mayenne Football Club
 (février 2024).
Chronologie
Saison précédente Saison suivante
La saison 2012-2013 du Stade lavallois est la 111e saison de l'histoire du club. Les Mayennais sont engagés dans trois compétitions : la Ligue 2 (28e participation) et la Coupe de France, et la Coupe de la Ligue.

## Effectif et encadrement

### Tableau des transferts
| Nom                | Nationalité | Poste     | Transfert      | Provenance/Destination | Division                  |
| ------------------ | ----------- | --------- | -------------- | ---------------------- | ------------------------- |
| Arrivées           |             |           |                |                        |                           |
| Mike Vanhamel      | Belgique    | Gardien   |                | KVC Westerlo           | Division 1 (D1)           |
| Jordan Adéoti      | Bénin       | Défenseur |                | US Colomiers           | CFA - C (D4)              |
| Simon Falette      | France      | Défenseur | Prêt           | FC Lorient             | Ligue 1 (D1)              |
| Makan Traoré       | France      | Défenseur |                | Valenciennes FC rés.   | CFA - A (D4)              |
| Yohan Betsch       | France      | Milieu    |                | FC Metz                | Ligue 2 (D2)              |
| Oscar Ewolo        | Congo       | Milieu    |                | Stade brestois 29      | Ligue 1 (D1)              |
| Bilal Hamdi        | Algérie     | Milieu    |                | RC Lens rés.           | CFA - A (D4)              |
| Ousmane Traoré     | Sénégal     | Milieu    |                | KV Turnhout            | Division 3 - Série B (D3) |
| Départs            |             |           |                |                        |                           |
| Fabrice Levrat     | France      | Défenseur |                | US Boulogne-sur-Mer CO | National (D3)             |
| Nicolas Pallois    | France      | Défenseur | Retour de prêt | Valenciennes FC        | Ligue 1 (D1)              |
| Antoine Ponroy     | France      | Défenseur |                | Vannes OC              | National (D3)             |
| Franck Signorino   | France      | Défenseur |                | Stade de Reims         | Ligue 2 (D2)              |
| Anthony Losilla    | France      | Milieu    |                | SG Dynamo Dresde       | 2. Bundesliga (D3)        |
| Sébastien Renouard | France      | Milieu    |                | Joueur libre           |                           |
| Justin Trideau     | France      | Milieu    |                | GSI Pontivy            | CFA - D (D4)              |
| Cyrille Lhuissier  | France      | Attaquant |                | AS Vitré               | CFA2 - H (D5)             |

| Nom              | Nationalité | Poste     | Transfert | Provenance/Destination | Division      |
| ---------------- | ----------- | --------- | --------- | ---------------------- | ------------- |
| Arrivées         |             |           |           |                        |               |
| Miodrag Stošić   | Serbie      | Défenseur | (janvier) | Nîmes Olympique        | Ligue 2 (D2)  |
| Départs          |             |           |           |                        |               |
| Lindsay Rose     | France      | Défenseur | (janvier) | Valenciennes FC        | Ligue 2 (D2)  |
| Romain Ciaravino | France      | Milieu    | (janvier) | Amiens SC              | National (D3) |

### Staff technique
- Entraîneur : Philippe Hinschberger
- Entraîneur adjoint : Michel Audrain
- Entraîneur des gardiens : Stéphane Osmond
- Préparateur physique : Guillaume Ravé
- Entraîneur équipe B : Bernard Mottais
- Entraîneur U19 : Jean-Fabien Peslier
- Entraîneur U17 : Stéphane Moreau
- Staff sportif : Jean-Marc Miton
- Responsable centre de formation : Stéphane Moreau
- Cellule de recrutement : Loïc Pérard

## Matchs de la saison
Le Stade lavallois dispute cette saison trois compétitions : le championnat de France de Ligue 2, la Coupe de France et la Coupe de la Ligue.

### Matchs amicaux
Du lundi 2 au samedi 7 juillet 2012 : les joueurs étaient en stage de préparation à Vichy.
| Date                     | TV | Adversaire     | Division      | Lieu                | Score | Buteurs du club                            | Affluence | Lien |
| ------------------------ | -- | -------------- | ------------- | ------------------- | ----- | ------------------------------------------ | --------- | ---- |
| Samedi 7 juillet 2012    |    | Tours FC       | L2 (D2)       | Ballan-Miré         | 3 - 1 | Gimbert 17e, O. Traoré 81e, Le Baron 90+1e |           | Lien |
| Mercredi 11 juillet 2012 |    | Le Mans FC     | L2 (D2)       | Evron               | 4 - 1 | Hamdi 1re, Viale 2e, Le Baron 74e 90e      |           | Lien |
| Samedi 14 juillet 2012   |    | SM Caen        | L2 (D2)       | Courseulles-sur-Mer | 1 - 1 | Do Marcolino 29e                           |           | Lien |
| Mercredi 18 juillet 2012 |    | FC Lorient     | L1 (D1)       | Changé              | 2 - 2 | Hamdi 68e, Viale 74e                       | 1.700     | Lien |
| Samedi 21 juillet 2012   |    | USJA Carquefou | National (D3) | Gorron              | 2 - 1 | Viale 50e, Lebouc 83e                      |           | Lien |
| Vendredi 12 octobre 2012 |    | FC Nantes      | L2 (D2)       | Nantes              | 0 - 1 | -                                          | 500       | Lien |
| Samedi 5 janvier 2013    |    | Vannes OC      | National (D3) | Saint-Berthevin     | 0 - 4 | -                                          |           | Lien |

### Ligue 2
La saison 2012-2013 de Ligue 2 est la soixante-quatorzième édition du championnat de France de football de seconde division et la onzième sous l'appellation « Ligue 2 ». La division oppose vingt clubs en une série de trente-huit rencontres. Les meilleurs de ce championnat sont promus en Ligue 1.
Les promus de la saison précédente, le SC Bastia, champion de Ligue 2 en 2011-2012, le Stade de Reims, qui retrouve l'élite du football français 33 ans après l'avoir quittée, et l'ES Troyes AC, sont remplacés par le SM Caen, le Dijon FCO et l'AJ Auxerre, qui quitte la première division 32 ans après avoir l'avoir intégrée. Les relégués de la saison précédente, le FC Metz, qui rejoint la troisième division pour la première fois de son histoire, l'US Boulogne CO et l'Amiens SC, sont remplacés par le Nîmes Olympique, champion de National en 2011-2012, le Chamois niortais FC et le GFC Ajaccio.
| Date                       | Journée | TV         | Adversaire          | Lieu | Score | Buteurs du club                                    | Class. | Affluence |
| -------------------------- | ------- | ---------- | ------------------- | ---- | ----- | -------------------------------------------------- | ------ | --------- |
| Vendredi 27 juillet 2012   | J01     |            | LB Châteauroux      | Ext. | 1 - 1 | Viale 56e                                          | 13     | 3.983     |
| Vendredi 3 août 2012       | J02     |            | AS Monaco FC        | Dom. | 0 - 0 | -                                                  | 12     | 7.112     |
| Vendredi 10 août 2012      | J03     |            | FC Nantes           | Ext. | 1 - 3 | Le Baron 88e                                       | 14     | 9.839     |
| Vendredi 17 août 2012      | J04     |            | Chamois niortais FC | Dom. | 1 - 0 | Gamboa 90+3e                                       | 12     | 3.973     |
| Vendredi 24 août 2012      | J05     |            | AJ Auxerre          | Ext. | 1 - 2 | Viale 45+3e                                        | 14     | 4.684     |
| Vendredi 31 août 2012      | J06     |            | Nîmes Olympique     | Dom. | 0 - 1 | -                                                  | 17     | 3.985     |
| Vendredi 14 septembre 2012 | J07     |            | CS Sedan-Ardennes   | Ext. | 3 - 1 | Boli 71e (csc), Le Baron 72e, · Do Marcolino 90+1e | 13     | 5.101     |
| Vendredi 21 septembre 2012 | J08     |            | SM Caen             | Dom. | 1 - 2 | Adéoti 7e                                          | 14     | 4.685     |
| Vendredi 28 septembre 2012 | J09     |            | Clermont Foot 63    | Ext. | 0 - 0 | -                                                  | 15     | 4.812     |
| Vendredi 5 octobre 2012    | J10     |            | EA Guingamp         | Ext. | 1 - 1 | Falette 28e                                        | 17     | 5.209     |
| Vendredi 19 octobre 2012   | J11     |            | Tours FC            | Dom. | 2 - 2 | Lebouc 4e (pen.), Gimbert 47e                      | 18     | 3.598     |
| Vendredi 26 octobre 2012   | J12     |            | Le Mans FC          | Ext. | 0 - 2 | -                                                  | 19     | 7.200     |
| Vendredi 2 novembre 2012   | J13     |            | FC Istres OP        | Dom. | 2 - 1 | Gamboa 63e, Gimbert 90+2e                          | 16     | 4.015     |
| Vendredi 9 novembre 2012   | J14     |            | AC Arles-Avignon    | Ext. | 3 - 0 | Do Marcolino 19e, Viale 22e, · Gamboa 55e          | 10     | 1.650     |
| Vendredi 23 novembre 2012  | J15     |            | Dijon FCO           | Dom. | 3 - 0 | Lebouc 62e, Talmont 68e, Viale 87e                 | 9      | 4.355     |
| Vendredi 30 novembre 2012  | J16     |            | RC Lens             | Ext. | 0 - 1 | -                                                  | 11     | 14.523    |
| Mardi 11 décembre 2012     | J17     |            | Angers SCO          | Dom. | 1 - 4 | Hamdi 20e                                          | 15     | 4.608     |
| Vendredi 14 décembre 2012  | J18     |            | GFC Ajaccio         | Ext. | 1 - 3 | Do Marcolino 50e                                   | 16     | 1.383     |
| Vendredi 21 décembre 2012  | J19     |            | Le Havre AC         | Dom. | 1 - 2 | Gimbert 24e                                        | 16     | 3.487     |
| Lundi 14 janvier 2013      | J20     |            | AS Monaco FC        | Ext. | 1 - 1 | Viale 45+1e                                        | 15     | 4.089     |
| Samedi 19 janvier 2013     | J21     | beIN Sport | FC Nantes           | Dom. | 0 - 0 | -                                                  | 18     | 4.915     |
| Vendredi 25 janvier 2013   | J22     |            | Chamois niortais FC | Ext. | 0 - 0 | -                                                  | 18     | 3.960     |
| Vendredi 1er février 2013  | J23     |            | AJ Auxerre          | Dom. | 4 - 5 | Gimbert 25e 66e, Hamdi 40e, · Gonçalves 50e        | 18     | 3.769     |
| Vendredi 8 février 2013    | J24     |            | Nîmes Olympique     | Ext. | 0 - 3 | -                                                  | 18     | 5.025     |
| Vendredi 15 février 2013   | J25     |            | CS Sedan-Ardennes   | Dom. | 3 - 0 | Viale 50e, Gamboa 66e 71e                          | 17     | 3.619     |
| Vendredi 22 février 2013   | J26     |            | SM Caen             | Ext. | 1 - 2 | Gamboa 29e                                         | 17     | 8.188     |
| Vendredi 1er mars 2013     | J27     |            | Clermont Foot 63    | Dom. | 1 - 1 | Gonçalves 7e                                       | 18     | 3.684     |
| Vendredi 8 mars 2013       | J28     |            | EA Guingamp         | Dom. | 2 - 1 | Perrot 16e, Gimbert 36e                            | 16     | 4.667     |
| Vendredi 15 mars 2013      | J29     |            | Tours FC            | Ext. | 1 - 1 | Viale 77e                                          | 15     | 3.502     |
| Vendredi 29 mars 2013      | J30     |            | Le Mans FC          | Dom. | 2 - 1 | Gonçalves 35e, Gimbert 82e                         | 12     | 5.197     |
| Vendredi 5 avril 2013      | J31     |            | FC Istres OP        | Ext. | 2 - 2 | Gamboa 7e, Viale 90+1e (pen.)                      | 12     | 2.217     |
| Vendredi 12 avril 2013     | J32     |            | AC Arles-Avignon    | Dom. | 1 - 3 | Viale 18e (pen.)                                   | 15     | 4.228     |
| Vendredi 19 avril 2013     | J33     |            | Dijon FCO           | Ext. | 0 - 1 | -                                                  | 16     | 9.126     |
| Vendredi 26 avril 2013     | J34     |            | RC Lens             | Dom. | 1 - 1 | Saint-Ruf 90+2e (csc)                              | 15     | 5.937     |
| Vendredi 3 mai 2013        | J35     |            | Angers SCO          | Ext. | 0 - 1 | -                                                  | 17     | 12.247    |
| Vendredi 10 mai 2013       | J36     |            | GFC Ajaccio         | Dom. | 1 - 2 | Falette 40e                                        | 18     | 6.455     |
| Vendredi 17 mai 2013       | J37     |            | Le Havre AC         | Ext. | 2 - 1 | Gamboa 32e, Viale 36e                              | 17     | 9.135     |
| Vendredi 24 mai 2013       | J38     |            | LB Châteauroux      | Dom. | 3 - 2 | Le Baron 23e, Gamboa 25e, Gonçalves 66e            | 17     | 7.698     |

| Rang | Équipe                | Pts | J  | G  | N  | P  | Bp | Bc | Diff |
| ---- | --------------------- | --- | -- | -- | -- | -- | -- | -- | ---- |
| 1    | AS Monaco FC          | 76  | 38 | 21 | 13 | 4  | 64 | 33 | +31  |
| 2    | EA Guingamp           | 70  | 38 | 20 | 10 | 8  | 63 | 38 | +25  |
| 3    | FC Nantes             | 69  | 38 | 19 | 12 | 7  | 54 | 29 | +25  |
| 4    | SM Caen R             | 63  | 38 | 17 | 12 | 9  | 48 | 28 | +20  |
| 5    | Angers SCO            | 61  | 38 | 17 | 10 | 11 | 52 | 39 | +13  |
| 6    | Le Havre AC           | 59  | 38 | 16 | 11 | 11 | 52 | 47 | +5   |
| 7    | Dijon FCO R           | 59  | 38 | 15 | 14 | 9  | 52 | 49 | +3   |
| 8    | Nîmes Olympique P     | 58  | 38 | 17 | 7  | 14 | 52 | 42 | +10  |
| 9    | AJ Auxerre R          | 49  | 38 | 13 | 10 | 15 | 51 | 53 | -2   |
| 10   | Tours FC              | 49  | 38 | 12 | 13 | 13 | 40 | 49 | -9   |
| 11   | AC Arles-Avignon      | 46  | 38 | 10 | 16 | 12 | 36 | 48 | -12  |
| 12   | RC Lens               | 45  | 38 | 9  | 18 | 11 | 39 | 53 | -14  |
| 13   | FC Istres OP          | 43  | 38 | 11 | 10 | 17 | 38 | 45 | -7   |
| 14   | Clermont Foot 63      | 43  | 38 | 9  | 16 | 13 | 33 | 47 | -14  |
| 15   | Chamois niortais FC P | 42  | 38 | 8  | 18 | 12 | 39 | 42 | -3   |
| 16   | LB Châteauroux        | 42  | 38 | 8  | 18 | 12 | 43 | 47 | -4   |
| 17   | Stade lavallois MFC   | 42  | 38 | 10 | 12 | 16 | 47 | 54 | -7   |
| 18   | Le Mans FC            | 40  | 38 | 11 | 7  | 20 | 39 | 62 | -23  |
| 19   | CS Sedan-Ardennes     | 31  | 38 | 6  | 13 | 19 | 41 | 58 | -17  |
| 20   | GFC Ajaccio P         | 25  | 38 | 6  | 10 | 22 | 34 | 54 | -20  |

Promotions et relégations
- Montée en Ligue  1 2013-2014
- Relégation en National 2013-2014
- Rétrogradation administrative

Abréviations
- R : Relégué de Ligue  1 2011-2012
- P : Promu de National 2011-2012

### Coupe de France
La Coupe de France 2012-2013 est la 96e édition de la Coupe de France, une compétition à élimination directe mettant aux prises les clubs de football amateurs et professionnels à travers la France métropolitaine et les DOM-TOM. Elle est organisée par la FFF et ses ligues régionales.
| Date                     | Tour    | TV | Adversaire  | Niveau  | Lieu | Score | Buteurs du club | Affluence |
| ------------------------ | ------- | -- | ----------- | ------- | ---- | ----- | --------------- | --------- |
| Samedi 17 novembre 2012  | 7e tour |    | Plouzané AC | DH (D6) | Ext. | 1 - 0 | Talmont 69e     | 1.000     |
| Vendredi 7 décembre 2012 | 8e tour |    | EA Guingamp | L2 (D2) | Dom. | 1 - 2 | Falette 82e     | 1.995     |

### Coupe de la Ligue
La Coupe de la Ligue 2012-2013 est la 19e édition de la Coupe de la Ligue, compétition à élimination directe organisée par la Ligue de football professionnel (LFP) depuis 1994, qui rassemble uniquement les clubs professionnels de Ligue 1, Ligue 2 et National.
| Date               | Tour     | TV | Adversaire | Niveau  | Lieu | Score          | Buteurs du club | Affluence |
| ------------------ | -------- | -- | ---------- | ------- | ---- | -------------- | --------------- | --------- |
| Mardi 7 août 2012  | 1er tour |    | Le Mans FC | L2 (D2) | Dom. | 0 - 0, 5-4 tab | -               | 3.604     |
| Mardi 28 août 2012 | 2e tour  |    | Angers SCO | L2 (D2) | Dom. | 0 - 2          | -               | 4.170     |

## Statistiques

### Statistiques collectives
| Compétition       | Débute au tour | Termine | Matches joués | Gagnés | Nuls | Perdus | Buts pour | Buts contre | Différence |
| ----------------- | -------------- | ------- | ------------- | ------ | ---- | ------ | --------- | ----------- | ---------- |
| Ligue 2           | -              | 17e     | 38            | 10     | 12   | 16     | 47        | 54          | -7         |
| Coupe de France   | 8e tour        | 7e tour | 2             | 1      | 0    | 1      | 2         | 2           | +0         |
| Coupe de la Ligue | 1er tour       | 2e tour | 2             | 0      | 1    | 1      | 0         | 2           | -2         |
| Total             | -              | -       | 42            | 11     | 13   | 18     | 49        | 58          | -9         |

### Statistiques individuelles
| N° | Pos. | Nat. | Nom                  | Ligue 2 | Ligue 2     | Ligue 2 | Ligue 2      | Coupe de France | Coupe de France | Coupe de France | Coupe de France | Coupe de la Ligue | Coupe de la Ligue | Coupe de la Ligue | Coupe de la Ligue | Total | Total       | Total  | Total        |
| N° | Pos. | Nat. | Nom                  | MJ      | But inscrit | Averti  | Carton rouge | MJ              | But inscrit     | Averti          | Carton rouge    | MJ                | But inscrit       | Averti            | Carton rouge      | MJ    | But inscrit | Averti | Carton rouge |
| -- | ---- | ---- | -------------------- | ------- | ----------- | ------- | ------------ | --------------- | --------------- | --------------- | --------------- | ----------------- | ----------------- | ----------------- | ----------------- | ----- | ----------- | ------ | ------------ |
| 1  | G    |      | Maxime Hautbois      | -       | -           | -       | -            | -               | -               | -               | -               | -                 | -                 | -                 | -                 | 0     | 0           | 0      | 0            |
| 16 | G    |      | Arnaud Balijon       | 32      | 0           | 1       | 0            | -               | -               | -               | -               | 2                 | 0                 | 0                 | 0                 | 34    | 0           | 1      | 0            |
| 30 | G    |      | Mike Vanhamel        | 6       | 0           | 0       | 0            | 2               | 0               | 0               | 0               | -                 | -                 | -                 | -                 | 8     | 0           | 0      | 0            |
|    |      |      |                      |         |             |         |              |                 |                 |                 |                 |                   |                   |                   |                   |       |             |        |              |
| 2  | D    |      | Kévin Perrot         | 30      | 1           | 3       | 0            | 2               | 0               | 0               | 0               | 1                 | 0                 | 0                 | 0                 | 33    | 1           | 3      | 0            |
| 3  | D    |      | Makan Traoré         | 26      | 0           | 6       | 0            | 2               | 0               | 0               | 0               | 2                 | 0                 | 0                 | 0                 | 28    | 0           | 6      | 0            |
| 7  | D    |      | Gaëtan Belaud        | 32      | 0           | 10      | 0            | 1               | 0               | 0               | 0               | 1                 | 0                 | 0                 | 0                 | 35    | 0           | 10     | 0            |
| 13 | D    |      | Miodrag Stošić       | 5       | 0           | 1       | 0            | -               | -               | -               | -               | -                 | -                 | -                 | -                 | 5     | 0           | 1      | 0            |
| 15 | D    |      | Jordan Adéoti        | 21      | 1           | 5       | 0            | -               | -               | -               | -               | 1                 | 0                 | 0                 | 0                 | 22    | 1           | 5      | 0            |
| 17 | D    |      | Simon Falette        | 29      | 2           | 4       | 0            | 2               | 1               | 0               | 0               | 1                 | 0                 | 0                 | 0                 | 32    | 3           | 4      | 0            |
| 19 | D    |      | Pierre Talmont       | 29      | 2           | 5       | 2            | 1               | 0               | 0               | 0               | 2                 | 0                 | 0                 | 0                 | 32    | 2           | 5      | 2            |
| 28 | D    |      | Lindsay Rose         | 17      | 0           | 2       | 1            | 1               | 0               | 0               | 0               | 1                 | 0                 | 0                 | 0                 | 19    | 0           | 2      | 1            |
|    |      |      |                      |         |             |         |              |                 |                 |                 |                 |                   |                   |                   |                   |       |             |        |              |
| 4  | M    |      | Oscar Ewolo          | 32      | 0           | 3       | 0            | 1               | 0               | 0               | 0               | 1                 | 0                 | 0                 | 0                 | 34    | 0           | 3      | 0            |
| 6  | M    |      | Anthony Gonçalves    | 33      | 4           | 10      | 0            | 2               | 0               | 0               | 0               | 2                 | 0                 | 0                 | 0                 | 37    | 4           | 10     | 0            |
| 8  | M    |      | Romain Ciaravino     | 1       | 0           | 0       | 0            | -               | -               | -               | -               | -                 | -                 | -                 | -                 | 1     | 0           | 0      | 0            |
| 10 | M    |      | Jérôme Lebouc        | 12      | 2           | 1       | 0            | 2               | 0               | 0               | 0               | 1                 | 0                 | 0                 | 0                 | 15    | 2           | 1      | 0            |
| 11 | M    |      | Ludovic Gamboa       | 29      | 9           | 1       | 1            | 2               | 0               | 0               | 0               | 2                 | 0                 | 0                 | 0                 | 33    | 9           | 1      | 1            |
| 15 | M    |      | Yohan Betsch         | 22      | 0           | 1       | 0            | 2               | 0               | 0               | 0               | 2                 | 0                 | 1                 | 0                 | 26    | 0           | 2      | 0            |
| 18 | M    |      | Bilal Hamdi          | 34      | 2           | 0       | 0            | 2               | 0               | 0               | 0               | 2                 | 0                 | 0                 | 0                 | 38    | 2           | 0      | 0            |
| 25 | M    |      | Vincent Le Baron     | 20      | 3           | 0       | 0            | 2               | 0               | 0               | 0               | 2                 | 0                 | 0                 | 0                 | 24    | 3           | 0      | 0            |
| 27 | M    |      | Ousmane Traoré       | 12      | 0           | 0       | 0            | -               | -               | -               | -               | -                 | -                 | -                 | -                 | 12    | 0           | 0      | 0            |
| 35 | M    |      | Martin Mimoun        | -       | -           | -       | -            | -               | -               | -               | -               | 1                 | 0                 | 0                 | 0                 | 1     | 0           | 0      | 0            |
|    |      |      |                      |         |             |         |              |                 |                 |                 |                 |                   |                   |                   |                   |       |             |        |              |
| 9  | A    |      | Lhadji Badiane       | -       | -           | -       | -            | -               | -               | -               | -               | -                 | -                 | -                 | -                 | 0     | 0           | 0      | 0            |
| 14 | A    |      | Ghislain Gimbert     | 32      | 6           | 6       | 1            | 1               | 1               | 1               | 0               | 1                 | 0                 | 0                 | 0                 | 34    | 7           | 7      | 1            |
| 20 | A    |      | Fabrice Do Marcolino | 32      | 3           | 1       | 0            | 1               | 0               | 0               | 0               | 1                 | 0                 | 0                 | 0                 | 34    | 3           | 1      | 0            |
| 22 | A    |      | Julien Viale         | 36      | 10          | 2       | 0            | 2               | 0               | 0               | 0               | 2                 | 0                 | 0                 | 0                 | 40    | 10          | 2      | 0            |
|    | A    |      | Vahagn Militosyan    | 1       | 0           | 0       | 0            | -               | -               | -               | -               | -                 | -                 | -                 | -                 | 1     | 0           | 0      | 0            |

### Buteurs
| N° | Pos. | Nat. | Nom                  | Ligue 2 | Coupe de France | Coupe de la Ligue | Total |
| -- | ---- | ---- | -------------------- | ------- | --------------- | ----------------- | ----- |
| 22 | A    |      | Julien Viale         | 10      | -               | -                 | 10    |
| 11 | M    |      | Ludovic Gamboa       | 9       | -               | -                 | 9     |
| 14 | A    |      | Ghislain Gimbert     | 7       | -               | -                 | 7     |
| 6  | M    |      | Anthony Gonçalves    | 4       | -               | -                 | 4     |
| 20 | A    |      | Fabrice Do Marcolino | 3       | -               | -                 | 3     |
| 17 | D    |      | Simon Falette        | 2       | 1               | -                 | 3     |
| 25 | M    |      | Vincent Le Baron     | 3       | -               | -                 | 3     |
| 18 | M    |      | Bilal Hamdi          | 2       | -               | -                 | 2     |
| 10 | M    |      | Jérôme Lebouc        | 2       | -               | -                 | 2     |
| 19 | D    |      | Pierre Talmont       | 1       | 1               | -                 | 2     |
| 15 | D    |      | Jordan Adéoti        | 1       | -               | -                 | 1     |
| 2  | D    |      | Kévin Perrot         | 1       | -               | -                 | 1     |
|    |      |      | csc                  | 2       | -               | -                 | 2     |
|    |      |      | Total                | 47      | 2               | 0                 | 49    |

## Aspects juridiques et économiques

### Structure juridique et organigramme
- Membre du directoire : Erwan Bihel
- Président de l'association : Jean-Paul Deniziot
- Représentant de l'association : Alain Desgages
- Directeur général opérationnel : Christian Duraincie
- Président du directoire : Philippe Jan
- Membre du directoire : Laurent Lairy
- Membre du directoire : Benoit Maurice
- Président du conseil de surveillance : Bruno Lucas
- Président de l'association : Roger Monnier
- Représentant de l'association : Roger Monnier

### Éléments comptables
Le budget du club est estimé à 8,5 M d'euros pour la saison 2012-2013.

### Équipementiers et sponsors
Pour la saison 2012-2013, le Stade lavallois a plusieurs partenaires : le groupe Lucas, le Crédit Mutuel, le Groupe Actual. Laval a comme équipementier Duarig et, sur le maillot principal, Lactel y est inscrit, ainsi que d'autres sponsors comme la région Mayenne, la communauté de Laval, mais aussi Groupama (sur la manche gauche du maillot) et les magasins U (sur le short).

## Affluence et couverture médiatique

### Affluences
L'affluence à domicile du Stade lavallois atteint un total :
- de 89.987 spectateurs en 19 rencontres de Ligue 2, soit une moyenne de 4.736/match,
- de 1.995 spectateurs en 1 rencontres de Coupe de France,
- de 7.810 spectateurs en 2 rencontres de Coupe de la Ligue, soit une moyenne de 3.905/match,
- de 99.792 spectateurs en 22 rencontres toutes compétitions confondues, soit une moyenne de 4.536/match.

## Autres équipes
L'équipe réserve, reléguée en DH en 2012 et entraînée par Bernard Mottais, termine championne du groupe Maine de DH, devançant l'US Changé de Franck Haise. Elle retrouve ainsi le CFA2.
Les U19, qui venaient d'être relégués du championnat national U19, terminent champion de leur groupe de U19 DH de la Ligue du Maine et retrouvent le niveau national. En Coupe Gambardella, les joueurs de Jean-Fabien Peslier sont éliminés dès le premier tour fédéral par le CS Brétigny, club de banlieue parisienne (3-0).
Les U17, entraînés par Stéphane Moreau, terminent troisièmes du groupe F du championnat national U17, devant le Stade rennais. Serhou Guirassy inscrit douze buts en quatorze matches.